# Sada Abe

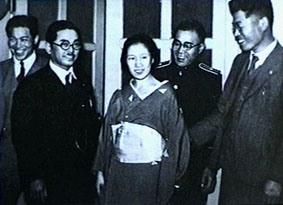
Sada Abe 1936.

Sada Abe (阿部 定, Abe Sada) född 28 maj 1905 i Tokyo, död någon gång efter 1970, blev ökänd i Japan sedan hon 18 maj 1936, efter flera dagars oavbruten älskog, strypt sin älskare Kichizo Ishida (石田 吉蔵, Ishida Kichizo), så kallad strypsex, skurit av dennes penis och pung och gått runt i Tokyo med dem i sin kimono i flera dagar.
Abe greps kort efter brottet och dömdes i slutet av 1936 till sex års fängelse för mord av andra graden och likskändning men straffet omvandlades i samband med en allmän amnesti i november 1940 och hon frigavs 17 maj 1941.
Historien exploderade i ett Japan som i övrigt var upptaget av politiska oroligheter och invasionskriget i Kina. Sada Abe, som hävdade att det av henne i förväg planerade mordet grundade sig på kärlek och svartsjuka, kom att förbli något av en japansk kändis fram till att hon 1970 försvann ur offentlighetens ljus. Uppgifter finns som tyder på att hon dog mellan 1987 och 1989.
Flera artister, författare och filmskapare har genom åren låtit sig inspireras av "Abe Sada-incidenten", som exempelvis återges i Nagisa Oshimas film Sinnenas rike från 1976. Sada Abe har också själv skrivit sin version av historien i en memoarbok som utkom 1948 och som betonar den starka kärlek hon kände för Ishida, snarare än de erotiska aspekterna av deras relation.